# Формация Сент-Луис

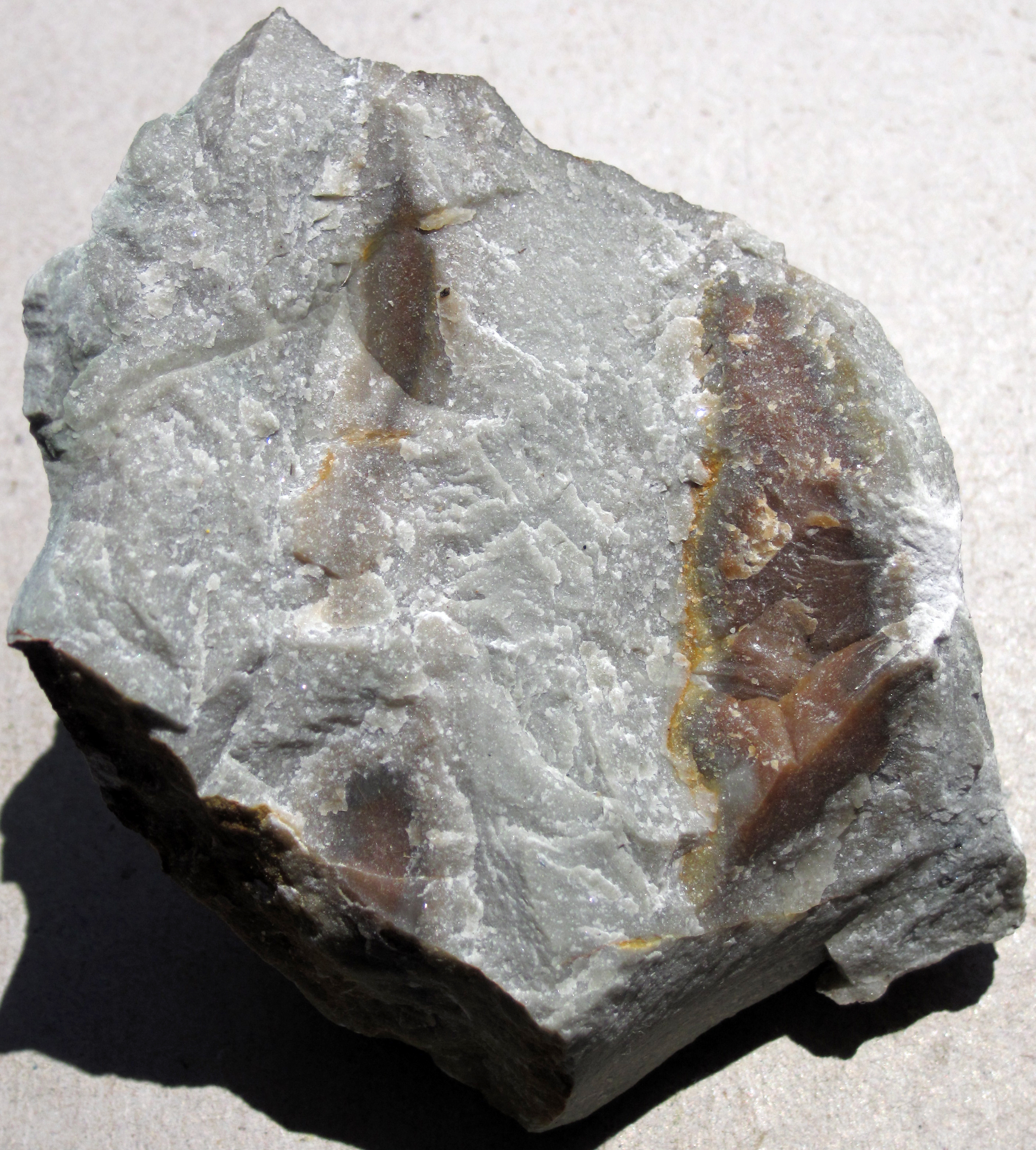
Расколотый образец из этого обнажения

Формация Сент-Луис (свита Сент Луис, известняк сент-луис, англ. St. Louis Limestone, Saint Louis lime, сокращённо St L) — формация, залегающая на большой площади на Среднем Западе США. Получила название по обнажению в Сент-Луисе, штат Миссури. Это название дано Джорджем Энгельманном в 1847 году (сейчас оно имеет более узкий смысл, чем изначально).
Образовалась в нижнем карбоне (миссисипии), продолжавшемся около 359—323 миллионов лет назад.
Эти осадочные породы представляют собой известняки с отдельными слоями кремней, сланцев и доломитов. Есть эвапориты. В отдельных местах свита нефтеносна. Максимальная толщина — около 120 м (на западе округа Пози, Индиана).
Среди руководящих ископаемых для этих известняков — кораллы-ругозы Lithostrotion и Lithostrotionella, для верхней части — конодонты Apatognathus scalenus, Cavusgnathus.
В этих породах были впервые найдены, среди прочих древних организмов, акулы Falcatus.
Ниже залегает известняк Сэлем, выше — известняк Сент-Женевьев, граница с которым проводится с трудом. Перекрытие на обеих границах согласное. Местами породы этой свиты перекрывает и песчаник Биг-Клифти.